# Pompeia (Julius Caesars fru)

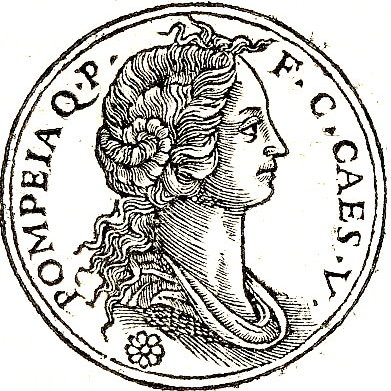
Pompeia från "Promptuarii Iconum Insigniorum".

Pompeia, levde under första århundradet f.Kr., var Julius Caesars andra hustru. Hennes föräldrar var Quintus Pompeius Rufus, son till en tidigare konsul, och Cornelia, dotter till den romerske diktatorn Lucius Cornelius Sulla.

## Biografi
Caesar gifte sig med Pompeia 67 f.Kr. efter att han hade tjänstgjort som quaestor (ekonomisk övervakare) i Hispania. Hans första hustru Cornelia hade avlidit året innan när hon födde en dödfödd son. Caesar var brorson till Gaius Marius och Cornelia var dotter till Lucius Cornelius Cinna, så de var båda släkt till de båda ledarna för den förlorande politiska fraktikonen populares i inbördeskriget på 80-talet f.Kr.
År 63 f.Kr. valdes Caesar till ämbetet Pontifex Maximus, överstepräst för den romerska statsreligionen, vilken innefattade en tjänstebostad vid Via Sacra. År 62 f.Kr. var Pompeia värdinna för festivalen till Bona Dea ("den goda gudinnan"), som ingen man hade rätt att bevista, i detta hus. Men en ung patricier vid namn Publius Clodius Pulcher lyckades få tillträde förklädd till kvinna, uppenbarligen i syfte att förföra Pompeia. Han greps och åtalades för helgerån. Caesar lade dock ej fram några bevis mot Clodius vid rättegången, och denne frikändes. "Caesars hustru får inte ens misstänkas", hävdade Caesar, och skilde sig från Pompeia. Detta gav upphov till ordspråket "Caesars hustru får inte ens misstänkas".